# Instant Rewards
Instant Rewards – szósty album studyjny polskiego zespołu post-rockowego Tides From Nebula. Album ukazał się 8 listopada 2024 roku nakładem własnej wytwórni zespołu – Nebula Records.

## Produkcja
Instant Rewards zarejestrowany został w Nebula Studio. Za miks i mastering odpowiedzialny był Jacek Miłaszewski.

## Teledyski
Do promującego album singla Rhino powstał teledysk, który miał swoją premierę 11 października 2024. Za reżyserię klipu odpowiada gitarzysta Tides From Nebula Maciej Karbowski.

## Nagrody i wyróżnienia
Płyta została nominowana do nagrody Akademii Fonograficznej "Fryderk" 2024 w kategorii "Rock&Blues".

## Lista utworów
| Nr | Tytuł utworu              | Długość |
| -- | ------------------------- | ------- |
| 1. | „Burned to the Ground”    | 7:17    |
| 2. | „The Great Survey”        | 7:30    |
| 3. | „Rhino”                   | 4:27    |
| 4. | „Fearflood”               | 5:58    |
| 5. | „Flora”                   | 6:56    |
| 6. | „The Haunting”            | 5:06    |
| 7. | „Ashes (reprise)”         | 1:45    |
| 8. | „In The Blood”            | 7:04    |
| 9. | „The Sweetest Way to Die” | 6:08    |
|    |                           | 52:11   |